# Basati Diskak
Basati Diskak va ser un segell discogràfic de música punk i hardcore. Fundat el 1987 al País Basc per Javi Sayes a partir del fanzín Destruye!!!, motiu pel qual és conegut amb el sobrenom de «Javi Destruye». La discogràfica va desaparèixer el 1994.
Immediatament després de la seva creació, va publicar alguns àlbums importants com els primers treballs de grups com RIP (No te muevas!, 1988) i BAP!! (Bidehuts eta Etxehuts, 1988). MCD, Txorromorro, Irula, Eskoria-tza i Antiregimen són algunes de les bandes que van publicar amb Basati Diskak a finals de la dècada del 1980. Als anys 1990 també va publicar obres de Negu Gorriak, Eskorbuto, L'Odi Social i Tijuana in Blue, entre d'altres.